# Eliana Pantoja
Eliana Pantoja (1 de agosto de 1976) es una deportista venezolana que compitió en taekwondo. Ganó una medalla de oro en los Juegos Panamericanos de 1995, y una medalla de bronce en el Campeonato Panamericano de Taekwondo de 1998.

## Palmarés internacional
| Juegos Panamericanos    | Juegos Panamericanos      | Juegos Panamericanos | Juegos Panamericanos |
| Año                     | Lugar                     | Medalla              | Categoría            |
| ----------------------- | ------------------------- | -------------------- | -------------------- |
| 1995                    | Mar del Plata (Argentina) | Medalla de oro       | –51 kg               |
| Campeonato Panamericano |                           |                      |                      |
| Año                     | Lugar                     | Medalla              | Categoría            |
| 1998                    | Lima (Perú)               | Medalla de bronce    | –47 kg               |